# Takahasi Kunimicu
Takahasi Kunimicu (高橋 国光; Hepburn: Kunimitsu Takahashi; Tokió, 1940. január 29. – 2022. március 16.) japán autó- és motorversenyző, ő volt az első japán pilóta, aki nagydíjon győzött a mai MotoGP-ben.

## Pályafutása

### Motorversenyzőként
1960-ban debütált a MotoGP-ben, a 125 -és a 250 köbcentiméteres kategóriában. Takahasi volt az első japán nemzetiségű pilóta, aki futamgyőzelmesnek mondhatta magát a motoros világbajnokságon. 1961-ben Hockenheimben a 250 köbcentiméteres kategóriában, némileg váratlanul győzött, megverve csapattársát Jim Redmant. Legjobb eredménye két negyedik pozícióban a végelszámolásban, de 1962-ben sokkal jobb helyezés is kilátásban volt. Az idényt két futamgyőzelemmel kezdte a 125-ben, azonban a harmadik fordulón, a Man-szigeti TT-n megsérült, és a szezon hátralevő részét ki kellett hagynia. Később visszatért, de győzni már nem tudott újra, 1965-ben pedig autókkal kezdett versenyezni.

### Autóversenyzőként
Először egy Hondát vezetett, csaknem tíz év múlva ült csupán formaautóba, a japán F2000-es sorozatban. 1977-es japán nagydíjon egy kétéves Tyrrell-lel mutatkozott be a Formula–1-ben. Takahasi az utolsó, 22. rajtkockába kvalifikált, a Fuji Speedway-en tartott versenyt pedig a 9. pozícióban zárta, két körrel a győztes James Hunt mögött. Ezután 1987-ig nem rendeztek japán nagydíjat, és ő sem vett részt több Formula–1-es futamon.
Autós pályafutásának java azonban még hátra volt, nyolc Le Mans-i 24 óráson állt rajthoz, 1995-ben a GT2 kategóriát nyerte egy Hondával. A japán túraautó-bajnokságban látványos vezetési stílusával hívta fel magára a figyelmet, a kanyarokba nagy tempóval érkezett meg, csúsztatva az autót, hogy megtartsa a sebességet, ezzel akaratlanul is megalkotta a drift fogalmát, ő inspirálta azt a Cucsija Keiicsit, aki önálló sportágat teremtett a technikából. 1985 és 1987 között megnyerte a All Japan Sport Prototype bajnokságot egy Porsche 962C volánja mögött, majd 1989-ben újra sikerült megnyernie a bajnokságot. A versenyzéstől 2000-ben vonult vissza, miután betöltötte 60. életévét, hogy a csapatfőnöki tevékenységére összpontosíthasson. Csapata a 2018-as szezonban megnyerte az első konstruktőri címét, Jamamoto Naoki és Jenson Button pilótákkal.

## Eredményei

### Teljes MotoGP-eredménylistája
| Pozíció | 1 | 2 | 3 | 4 | 5 | 6 |
| Pont    | 8 | 6 | 4 | 3 | 2 | 1 |

| Év   | Kategória | Csapat | 1     | 2      | 3      | 4      | 5     | 6     | 7     | 8     | 9     | 10    | 11    | 12     | Pont | Helyezés | Győzelmek |
| ---- | --------- | ------ | ----- | ------ | ------ | ------ | ----- | ----- | ----- | ----- | ----- | ----- | ----- | ------ | ---- | -------- | --------- |
| 1960 | 125cc     | Honda  | IOM - | NED -  | BEL -  |        | ULS 6 | NAT - |       |       |       |       |       |        | 1    | 10.      | 0         |
| 1960 | 250cc     | Honda  | IOM - | NED -  | BEL -  | GER 6  | ULS 5 | NAT 4 |       |       |       |       |       |        | 6    | 7.       | 0         |
| 1961 | 125cc     | Honda  | ESP - | GER 6  | FRA 6  | IOM -  | NED - | BEL - | DDR 3 | ULS 1 | NAT - | SWE 2 | ARG 3 |        | 24   | 5.       | 1         |
| 1961 | 250cc     | Honda  | ESP - | GER 1  | FRA 3  | IOM 4  | NED - | BEL - | DDR 3 | ULS 6 | NAT - | SWE 3 | ARG 2 |        | 29   | 4.       | 1         |
| 1962 | 50cc      | Honda  | ESP 6 | FRA 2  | IOM -  | NED -  | BEL - | GER - |       | DDR - | NAT - | FIN - | ARG - |        | 7    | 9.       | 0         |
| 1962 | 125cc     | Honda  | ESP 1 | FRA 1  | IOM NC | NED -  | BEL - | GER - | ULS - | DDR - | NAT - | FIN - | ARG - |        | 16   | 4.       | 2         |
| 1963 | 50cc      | Honda  | ESP - | GER -  | FRA -  | IOM -  | NED - | BEL - |       |       | FIN - |       | ARG - | JPN 11 | 0    | -        | 0         |
| 1963 | 125cc     | Honda  | ESP 3 | GER 5  | FRA 3  | IOM 8  | NED 5 | BEL - | ULS 5 | DDR - | FIN - | NAT 3 | ARG - | JPN -  | 14   | 7.       | 0         |
| 1963 | 250cc     | Honda  | ESP 4 | GER NC |        | IOM NC | NED - | BEL 6 | ULS 4 | DDR - |       | NAT - | ARG - | JPN -  | 7    | 9.       | 0         |
| 1964 | 50cc      | Honda  | USA - | ESP NC | FRA -  | IOM -  | NED - | BEL - | GER - |       |       | FIN - |       | JPN -  | 0    | -        | 0         |
| 1964 | 125cc     | Honda  | USA - | ESP -  | FRA 4  | IOM -  | NED - |       | GER - | DDR - | ULS - | FIN - | NAT - | JPN -  | 3    | 14.      | 0         |

### Teljes Formula–1-es eredménysorozata
(Táblázat értelmezése)

(Félkövér: pole-pozícióból indult; dőlt: leggyorsabb kört futott) 

| Év   | Csapat               | Modell      | Motor       | 1   | 2   | 3   | 4   | 5   | 6   | 7   | 8   | 9   | 10  | 11  | 12  | 13  | 14  | 15  | 16  | 17    | Helyezés | Pont |
| ---- | -------------------- | ----------- | ----------- | --- | --- | --- | --- | --- | --- | --- | --- | --- | --- | --- | --- | --- | --- | --- | --- | ----- | -------- | ---- |
| 1977 | Meiritsu Racing Team | Tyrrell 007 | Cosworth V8 | ARG | BRA | RSA | USW | ESP | MON | BEL | SWE | FRA | GBR | GER | AUT | NED | ITA | USA | CAN | JPN 9 | -        | 0    |

### Le Mans-i 24 órás autóverseny
| Év   | Csapat                | Autó           | Csapattárs          | Csapattárs       | Helyezés        |
| ---- | --------------------- | -------------- | ------------------- | ---------------- | --------------- |
| 1986 | Porsche Kremer Racing | Porsche 962C   | Sarel van der Merwe | Jo Gartner       | kiesett         |
| 1987 | Porsche Kremer Racing | Porsche 962C   | Kris Nissen         | Volker Weidler   | kiesett         |
| 1988 | Kenwood Kremer Racing | Porsche 962C   | Bruno Giacomelli    | Hideki Okada     | 9.              |
| 1989 | Porsche Kremer Racing | Porsche 962C   | Bruno Giacomelli    | Giovanni Lavaggi | kiesett         |
| 1990 | Porsche Kremer Racing | Porsche 962CK6 | Sarel van der Merwe | Okada Hideki     | 24.             |
| 1994 | Kremer Honda Racing   | Honda NSX      | Cucsija Keiicsi     | Iida Akira       | 18.             |
| 1995 | Team Kunimitsu Honda  | Honda NSX      | Cucsija Keiicsi     | Iida Akira       | 8. (GT2 bajnok) |
| 1996 | Team Kunimitsu Honda  | Honda NSX      | Cucsija Keiicsi     | Iida Akira       | 16.             |